# Combea
Combea es un género de hongos liquenizados en la familia Roccellaceae.